# Margarita Xhepa
Margarita Xhepa   (Lushnjë, 2 d'abril de 1932 - Tirana, 3 d'abril de 2025) (en aromanès, Margarita Gepa) va ser una actriu albanesa, coneguda com una de les grans dames del teatre i del cinema albanès.
Va actuar en pel·lícules interpretant a Firdus a Bolero në vilën e pleqve (Bolero a la residència d'avis), basada en la novel·la homònima del novel·lista albanès Fatos Kongoli. El juliol-agost de 2017 va tornar als escenaris del Teatre Nacional d'Albània per actuar al drama Streha e të harruarve, un altre èxit dels seus 60 anys de carrera.

## Biografia
Xhepa era d'ètnia aromana. Va néixer a Lushnjë (Albània) com a Margarita Prifti, filla de Zoi i Marijë Prifti. La seva mare va morir quan Margarita tenia nou anys. Des de petita li agradava la poesia albanesa i el seu professor la va animar a unir-se a classes d'interpretació. Gëzim Libohova, una coneguda professora de teatre en aquell moment a l'institut cultural de Lushnjë, estava buscant entre les escoles locals una noia per al paper d'una jove russa en una obra de teatre. Quan va veure la Xhepa, de seguida la va escollir pels seus cabells rossos i els seus ulls blaus. L'obra va tenir tant d'èxit que es va estrenar també a Fier i Berat.
Després d'acabar l'escola primària, es va presentar al conegut Liceu Artistik (Escola d'Arts) de Tirana, al departament de teatre.

### Carrera professional
A partir de 1950, va estar activa com a artista al Teatre del Poble a Tirana (actualment Teatri Kombëtar (Teatre Nacional)). Allà, va actuar en obres d'Anton Txékhov, Friedrich Schiller i Nikolai Gogol, entre d'altres. Va presentar el primer Festivali i Këngës el 1962.
Va interpretar més de 150 papers en teatre i 32 papers en el cinema, treballant amb la majoria de directors albanesos. El 1997, va protagonitzar la pel·lícula grega Mirupafshim (dirigida per J. Koras, K. Vupuras). La pel·lícula va ser guardonada amb el Gran Premi al Festival Internacional de Cinema Mediterrani de Tessalònica, mentre que Margarita Xhepa va rebre el Premi d'Honor. També va ser honrada amb el títol d'Artista Popular (Artist i Popullit) d'Albània.
A més, l'actriu va ser guardonada amb el premi Actor Of Europe en la 19a edició del Festival Internacional de Teatre. El principal premi a la millor interpretació va ser per a una de les actrius més importants de l'espai més ampli del teatre balcànic, pel paper de Lady Mother a l'obra Kostandini dhe Doruntina, dirigida per Laert Vasili.

## Filmografia
1. Unë Jam Lepuri dhe Breshka nga prapa – (1999)
2. 4 Nënat e Lepurit dhe Uznova '95 – (1995)
3. E dashur Armike – (1993)
4. E Zeza e Nënës – (1993)
5. E shtuna e 11 Korrikut Xhiro – (1992)
6. Gjyshja dhe Motra – (1992)
7. Nositi – (1990)
8. Uznova '89 (1989)
9. Këngët Të Zemrës – (1987)
10. Vrasje Në Gjueti – (1987)
11. Rrethi i Kujtesës – (1987)
12. Fjalë pa Fund – (1987)
13. Dhe Vjen Një Ditë dhe Gabimi – (1986)
14. Gurët e shtëpisë sime – (1985)
15. Militanti – (1984)
16. Apasionata – (1983)
17. Dora e ngrohtë – (1983)
18. Shokët – (1982)
19. Dita e parë e emrimit – (1981)
20. Me hapin e shokëve – (1979) (TV)
21. Dollia e dasmës sime – (1978)
22. Gjeneral gramafoni – (1978)
23. Koncert në vitin 1936 (1978)
24. Dimri i fundit – (1976)
25. Pylli i lirisë – (1976)
26. Tokë e përgjakur – (1976)
27. Vitet e para – (1965)